# Bosc Nacional Shoshone

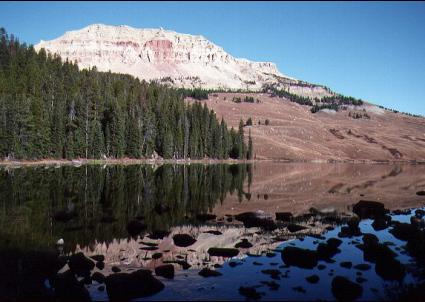
Llac Beartooth al Bosc Nacional Shoshone

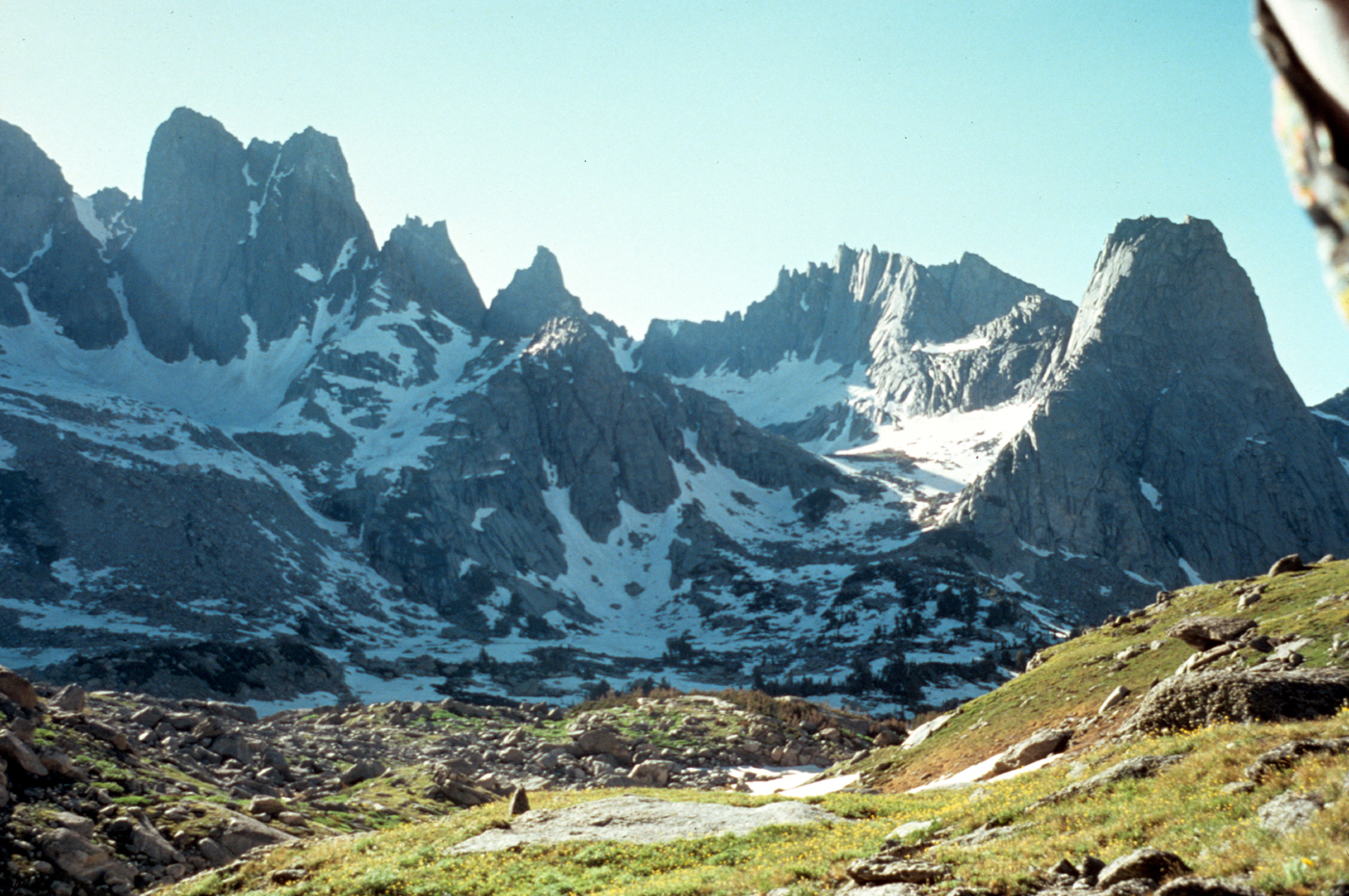
Cirque of the Towers a la serralada Wind River

El Bosc Nacional Shoshone o Bosc Nacional Xoixon (Shoshone National Forest) (pron.: /ʃoʊˈʃoʊniː/ és una àrea protegida que abasta 9.983,23 quilòmetres quadrats a l'estat de Wyoming (Estats Units). Amb planes d'artemisa, boscos densos d'avets i escarpades muntanyes, Shoshone representa una rica biodiversitat rarament trobada en cap àrea protegida. A més, tres grans cadenes de muntanyes travessen parcialment el bosc: les serralades Absaroka, Beartooth i Wind River.
El bosc va ser creat per una llei del Congrés dels Estats Units que va ser signada pel President Benjamin Harrison el 3 de març de 1891. Originalment es deia la Yellowstone Park Timber Land Reserve (Reserva de Terrenys de Fusta del Parc de Yellowstone) i llavors es va anomenar Shoshone el 1908. La zona va convertir així en el primer bosc nacional del país.
El Bosc Nacional Shoshone és administrat pel Servei Forestal dels Estats Units (U.S. Forest Service o USFS), una agència dins del Departament d'Agricultura dels Estats Units. El bosc es divideix en cinc districtes. La seva seu i un centre de visitants són a Cody (Wyoming). Hi ha oficines regionals de guardaboscos a Cody, Dubois i Lander.
Hi ha també cinc àrees salvatges al bosc on es prohibeix tota mena de desenvolupament, les quals cobreixen més de la meitat de la superfície de Shoshone. La Llei d'àrees salvatges de 1964 va millorar l'estat de protecció d'aquestes terres verges. Aquesta llei garanteix que no puguin haver modificacions humanes dins de les seves fronteres.